# Lyctus longicornis
Lyctus longicornis är en skalbaggsart som beskrevs av Edmund Reitter 1879. Lyctus longicornis ingår i släktet Lyctus och familjen kapuschongbaggar. Inga underarter finns listade i Catalogue of Life.